# Tmesisternus parobiensis
Tmesisternus parobiensis es una especie de escarabajo del género Tmesisternus, familia Cerambycidae. Fue descrita científicamente por Breuning en 1969.
Habita en el continente asiático. Esta especie mide 20 mm.